# 瀬川直一
瀬川 直一（せがわ なおいち、1880年（明治13年）1月10日 - 1968年（昭和43年）8月21日）は、日本の船長、第二代日本海事検定協会会長。

## 経歴
牧師である父、瀬川浅と母つやの長男として佐賀県で生まれ、その後すぐ長崎市へ移り、同地で育つ。
東山学院を経て、1906年（明治39年）に東京商船学校を卒業後、日本郵船に入社。英国留学の経験や英語が得意だったことを活かして、主に欧州航路の乗組船員として乗務に就いた後、小樽丸、加賀丸、靖国丸等の船長を務める。
1933年（昭和8年）に日本郵船を退職、1935年（昭和10年）日本海事検定協会に検査員として就職し、横浜出張所所長や理事などを務めた。
1944年（昭和19年）3月、初代会長田上郷吉の後継として、日本海事検定協会会長に就任。太平洋戦争の通商破壊の影響や、終戦後のGHQ占領政策により経営危機に陥っていた協会を立て直す。戦時中は協会を解散すべきとの声もあった中、瀬川は「戦争が終結すれば、必ず海運貿易は再開される。また一度協会を解散すると、再び技術者を招集するのが困難なのはもちろんだが、外国の検定機関が日本に進出して確固たる地位を築いてしまい、二度と日本の検定機関を立ち上げることはできないだろう。」と考え、職員の給与に自身の私財を充てたり、船舶運営会傘下に下るなどして協会を存続させた。
1963年（昭和38年）6月、会長を辞任。翌年に勲四等瑞宝章、1968年（昭和43年）前島賞を受賞。
1968年（昭和43年）8月21日、喉頭癌により死去。

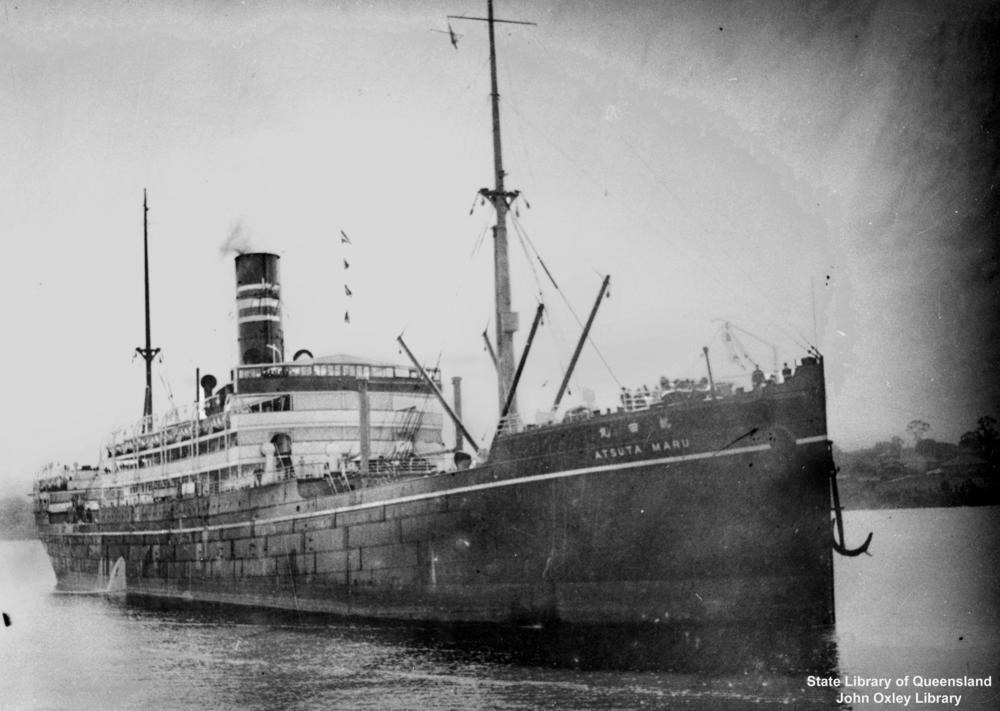
1922年（大正11年）3月 - 1923年（大正12年）11月まで船長を務めた「熱田丸」[7]。
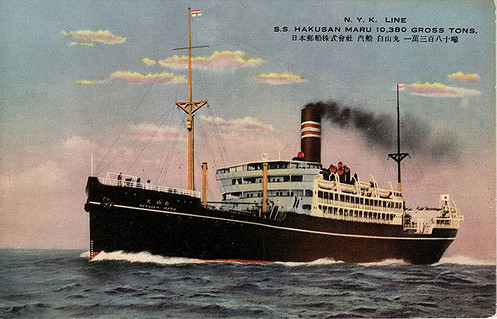
1924年（大正13年）3月 - 1927年（昭和2年）2月まで船長を務めた「白山丸」
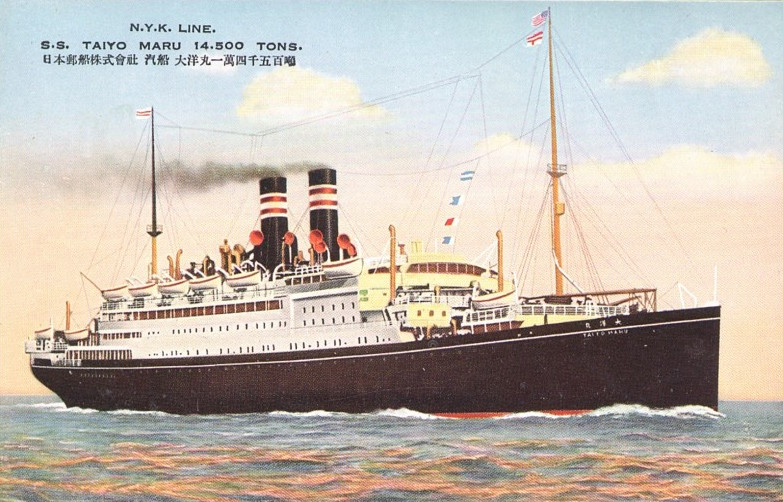
1928年（昭和3年）5月 - 6月まで船長を務めた「大洋丸」
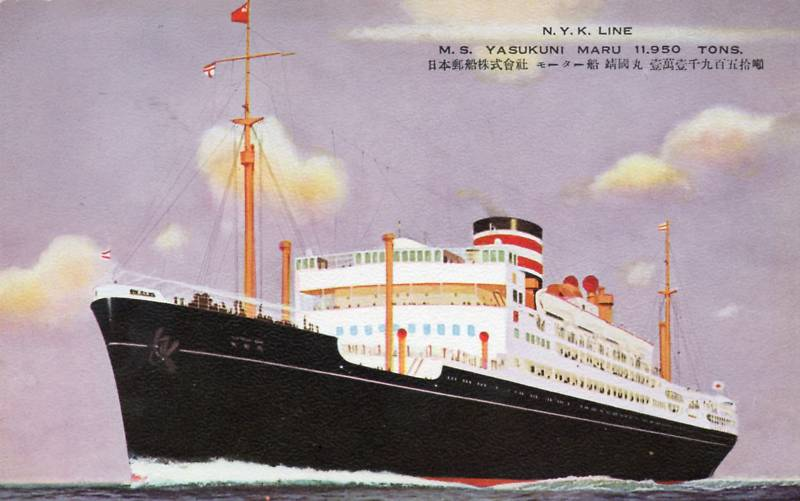
1930年（昭和5年）7月 - 1933年（昭和8年）5月まで船長を務めた「靖国丸」

## 関連文献
- 大津博 編『海事検定育成の人―瀬川直一伝―』日本海事検定協会、1973年。 NCID BN05504222。全国書誌番号:73021192。
- 瀬川義夫 編『一粒の種―瀬川家の歩み―』1988年。 NCID BA41993459。